# 애플 A13
애플 A13 바이오닉(Apple A13 Bionic)은 애플이 설계한 64비트 ARM 기반 단일 칩 체제(SoC)이다. 아이폰 11, 11 프로, 11 프로 맥스에 처음 등장하였으며 차후에 아이폰 SE (2세대)에 사용되었다. 애플 A12 대비 20% 더 빠르고 30% 에너지 절약적이라고 주장되는 2개의 고성능 코어, 그리고 A12의 에너지 효율 코어보다 20% 더 빠르고 40% 전력을 절감한다고 주장되는 4개의 고효율 코어를 갖추고 있다.

## 디자인
A13은 애플이 설계한 64비트 ARMv8.4-A 6코어 CPU를 갖추고 있으며 Lightning으로 불리는 2개의 고성능 코어는 2.65 GHz로 동작하며 Thunder라는 이름의 4개의 에너지 효율 코어가 있다.
| SoC                      | A13 (7 nm+) | A12 (7 nm) |
| ------------------------ | ----------- | ---------- |
| 프로세스 노드            | TSMC N7P    | TSMC N7    |
| 전체 다이                | 98.48       | 83.27      |
| 빅 코어                  | 2.61        | 2.07       |
| 스몰 코어                | 0.58        | 0.43       |
| CPU 컴플렉스 (코어 포함) | 13.47       | 11.16      |
| GPU 코어                 | 3.25        | 3.23       |
| GPU 전체                 | 15.28       | 14.88      |
| NPU                      | 4.64        | 5.79       |

## 애플 A13 바이오닉을 채용한 제품
- 아이폰 11
- 아이폰 11 프로 & 프로 맥스
- 아이폰 SE (2세대)
- 아이패드 (9세대)
- 스튜디오 디스플레이

## 같이 보기
- 애플이 설계한 프로세서